# María José Alvarado
María José Alvarado Muñoz (Santa Bárbara, 19 de julio de 1995 - Cablotales, 13 de noviembre de 2014) fue una modelo hondureña, quien fuera reina del Miss Mundo Honduras 2014 hasta su asesinato.

## Biografía
María José Alvarado nació en Santa Bárbara, el 19 de julio de 1995, siendo criada por sus padres. Desde pequeña quiso ser una modelo y actriz. Estudió en el Centro Politécnico del Norte, de su ciudad natal, donde, al momento de su muerte, estaba a punto de graduarse como bachiller técnica en computación.
En 2012, a sus 17 años ganó el concurso Miss Teen Honduras.

## Televisión
Participó temporalmente como modelo en el programa X-0 da dinero. La última vez que fue vista en la televisión fue a fines de octubre, cuando entregó los premios en la gala de la elección de la Reina Internacional del Trópico.

## Miss Honduras Mundo
En abril de 2014 fue coronada como Miss Honduras Mundo. Durante el concurso expresó su amor a su país y a su diversidad cultural: “¡Hola a todos!. Mi nombre es María José Alvarado y represento orgullosa al corazón de Centroamérica: Honduras".
"Los grupos étnicos como los tawakas, lencas, pech, garífunas y misquitos han hecho de Honduras un país con una gran diversidad cultural, grandes costumbres, excelente gastronomía y distintas creencias religiosas”.
“Por esto y por mucho más, los animo a venir a Honduras de viaje. ¡Lo mejor está por venir!” 
Fue asesinada el 14 de noviembre del año 2014 a sus 19 años de edad

## Asesinato
Asesinato ocurrido en Cablotales, el 13 de noviembre de 2014, María José fue invitada por su hermana Sofía Trinidad a la fiesta de cumpleaños de su novio, Plutarco Ruiz, quien según la madre de Alvarado estaría ligado al narcotráfico. Durante la fiesta, Plutarco vio a Sofía bailando con otro hombre, producto de un ataque de celos Ruiz dio un tiro en la cabeza a Sofía (no le disparó al compañero de baile). Inmediatamente, atacó y mató a María José. Luego enterró los cadáveres con la ayuda de su amigo Aris Maldonado y de su guardaespalda.
El 19 de noviembre de 2014, día en el que María José debería haber partido hacia Londres para participar en el certamen de Miss Mundo, se encontraron los cadáveres, enterrados cerca de la ciudad de Santa Bárbara, tras haber estado desaparecidas durante una semana.
Luego de ser la ganadora del certamen Miss Honduras Mundo, representaría a Honduras en el concurso Miss Mundo 2014 celebrado en Reino Unido. Viajaría a Londres el 19 de noviembre para participar del certamen celebrado el 14 de diciembre. Pero el 13 de noviembre, una semana antes de su viaje, ocurrió el lamentable hecho anteriormente mencionado

### Hechos posteriores
La organización nacional del país centroamericano decidió no designar otra candidata. Julia Morley, presidenta de la organización Miss Mundo, lamentó rotundamente la pérdida de las dos jóvenes y envió condolencias a sus familiares, al tiempo que anunció una ceremonia en tributo de la joven fallecida, tras la llegada del resto de las candidatas a Londres.
Plutarco fue identificado por testigos y confesó su crimen. En mayo de 2017 fue declarado culpable de feminicidio de Sofía Trinidad y de asesinato de María José, con una condena de entre 45 y 60 años. El 2 de febrero de 2023 sería asesinado en la cárcel